# 云南绣线菊曲枝变型
云南绣线菊曲枝变型（学名：Spiraea yunnanensis f. tortuosa）为蔷薇科绣线菊属云南绣线菊下的一个变型。

## 扩展阅读
- 維基物種上的相關：云南绣线菊曲枝变型